# 曹建国
曹 建国（そう けんこく、1963年8月 - ）は、中華人民共和国の工程師、実業家。現職は中国航空発動機集団の董事長。中国共産党第十九回全国代表大会の代表、中国共産党第19期中央委員会の候補委員。

## 経歴
1963年8月、安徽省樅陽県で生まれる。1981年、北京航空航天大学に入学した。1985年を卒業。同年に中華人民共和国航天工業部に入局。1992年に中国共産党入党。2016年3月、曹建国は新しく設立された中国航空発動機集団の董事長に就任した。

## 栄典
- 2019年11月22日、中国工程院院士[3]。